# 格伦伍德斯普林斯 (科罗拉多州)
格伦伍德斯普林斯（英語：Glenwood Springs）位于美国科罗拉多州西部，是加菲尔德县的县治。
格伦伍德位于落基山脉（又譯「落磯山脈」）的中心位置，人口不到一萬人，这是一个被山水围绕的小镇，拥有世界上最大的天然温泉。

## 外部連結
- 格伦伍德斯普林斯城市 （页面存档备份，存于）（英文）
- 格伦伍德欢迎您：旅行信息（中文）